# 136473 Bakosgáspár
136473 Bakosgáspár è un asteroide della fascia principale. Scoperto nel 2005, presenta un'orbita caratterizzata da un semiasse maggiore pari a 2,4670525 UA e da un'eccentricità di 0,1307396, inclinata di 9,15425° rispetto all'eclittica.